# Roble de Mingo
El roble de Mingo (también conocido como roble blanco de Mingo) era un roble blanco (Quercus alba) del estado estadounidense de Virginia Occidental. Reconocido por primera vez por su edad y tamaño en 1931, el roble de Mingo fue el roble blanco vivo más viejo y más grande del mundo hasta su muerte en 1938.
El roble de Mingo se alzaba en el condado de Mingo, Virginia Occidental, en una cala situada en la base de la montaña Trace, cerca de la cabecera de la bifurcación Trace del arroyo Pigeon, afluente de la bifurcación Tug. El árbol alcanzó una altura de más de 61 m (200 pies) y su tronco medía 44 m (145 pies). Su copa medía 40 m de diámetro y 18 m de altura. El tronco del árbol medía 3,00 m de diámetro y la circunferencia de su base 9,37 m. Las valoraciones de su potencial como tablón de madera oscilaban entre 4.600 m (15.000 pies) y 12.000 m (40.000 pies). Tras la tala del árbol en 1938, se estimó que pesaba aproximadamente 5.400 toneladas largas (5.500 t).
Aunque el árbol era conocido desde hacía mucho tiempo por su tamaño, el estatus único del roble de Mingo no se reconoció hasta 1931, cuando John Keadle y Leonard Bradshaw de Williamson tomaron medidas del árbol y descubrieron que era el roble blanco vivo más grande del mundo. Varias estimaciones sitúan la siembra del roble de Mingo entre 1354 y 1361 d. C. Utilizando sondeos del árbol, el Instituto Smithsoniano  determinó que el roble de Mingo era el árbol más antiguo de su especie. La Island Creek Coal Company, la North East Lumber Company y el Cole and Crane Real Estate Trust arrendaron 0,61 hectáreas (1,5 acres) que abarcaba el árbol a la Comisión de Caza, Pesca y Silvicultura de Virginia Occidental para que lo gestionara como parque estatal durante la vida del árbol. La comisión desbrozó el terreno circundante y realizó mejoras como asientos y merenderos para los visitantes.
En la primavera de 1938, el roble de Mingo ya no producía hojas y, en mayo de ese año, el guarda forestal del estado de Virginia Occidental, D. B. Griffin, anunció la muerte del árbol. La teoría predominante es que el árbol murió por la liberación de gases venenosos y humos de azufre procedentes de un vertedero en llamas en la cercana Trace Gap. El árbol fue talado a bombo y platillo el 23 de septiembre de 1938, y los restos se enviaron al Instituto Smithsoniano y al Museo Estatal de Virginia Occidental. Según los términos del contrato de arrendamiento de la Island Creek Coal Company con la Comisión de Caza, Pesca y Silvicultura de Virginia Occidental, el arrendamiento del terreno alrededor del antiguo árbol revirtió a la empresa tras la tala del árbol.

## Geografía y entorno

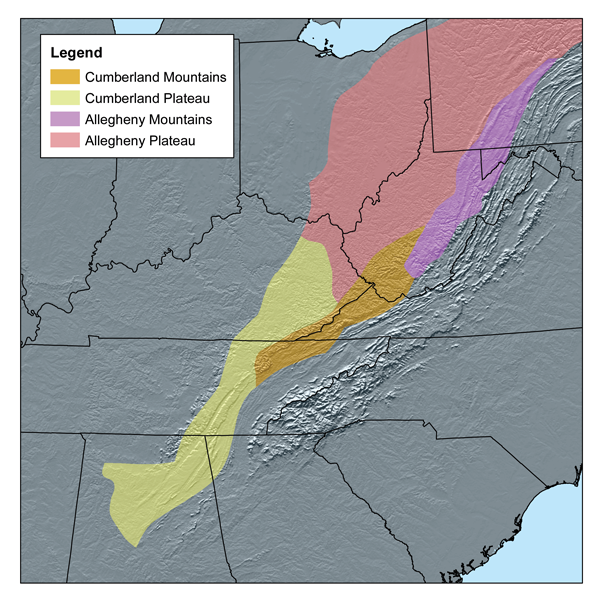
Mapa que ilustra la meseta de Allegheny y las cordilleras de Allegheny y Cumberland de los Montes Apalaches.

Antes de la llegada de los colonos y exploradores europeos, la región de la meseta Allegheny de Virginia Occidental, situada al oeste de las cordilleras Allegheny y Cumberland de los Montes Apalaches, estaba cubierta de bosques antiguos formados principalmente por robles y castaños caducifolios. Los bosques de cala de los Apalaches permanecieron inalterados durante aproximadamente 300 millones de años, y la amplia humedad y los suelos profundos de la topografía de cala permitieron la proliferación de especies forestales templadas de hoja ancha y mixtas.
La mayor de las especies arbóreas de este bosque virgen era el roble blanco (Quercus alba), que a menudo superaba los 30 m de altura y 1,8 m de diámetro. Aunque el área de distribución del roble blanco abarca la mayor parte del este de Estados Unidos, los entornos más favorables para su crecimiento se encuentran en las laderas occidentales de los montes Apalaches. Según el botánico Earl Lemley Core, la especie florece en los flancos septentrionales de las montañas y en las ensenadas, que son pequeños valles o barrancos entre dos líneas de cresta que están cerradas en uno o ambos extremos. Los robles blancos también prosperan en tierras bajas húmedas y en topografía de tierras altas, con la excepción de crestas extremadamente secas con suelos poco profundos.
El roble de Mingo, conocido alternativamente como roble blanco de Mingo, era un roble blanco que se encontraba en una cala de este tipo en la base de la montaña Trace, en una repisa cerca de la cabecera del Trace Fork del arroyo Pigeon, un arroyo afluente del Tug Fork. El árbol se encontraba cerca del lugar designado por el censo de Holden, a 16 km (10 millas) de Logan y a 1 milla (1. 6 km) del límite del condado de Logan, en el condado de Mingo, del que tomó su nombre. A su vez, el condado recibió su nombre de los pueblos iroqueses de Mingo, a los que estaba afiliado el líder guerrero nativo americano Logan. Holden era la base de operaciones de la Island Creek Coal Company, que arrendaba las tierras donde se encontraba el árbol.

## Dimensiones y antigüedad

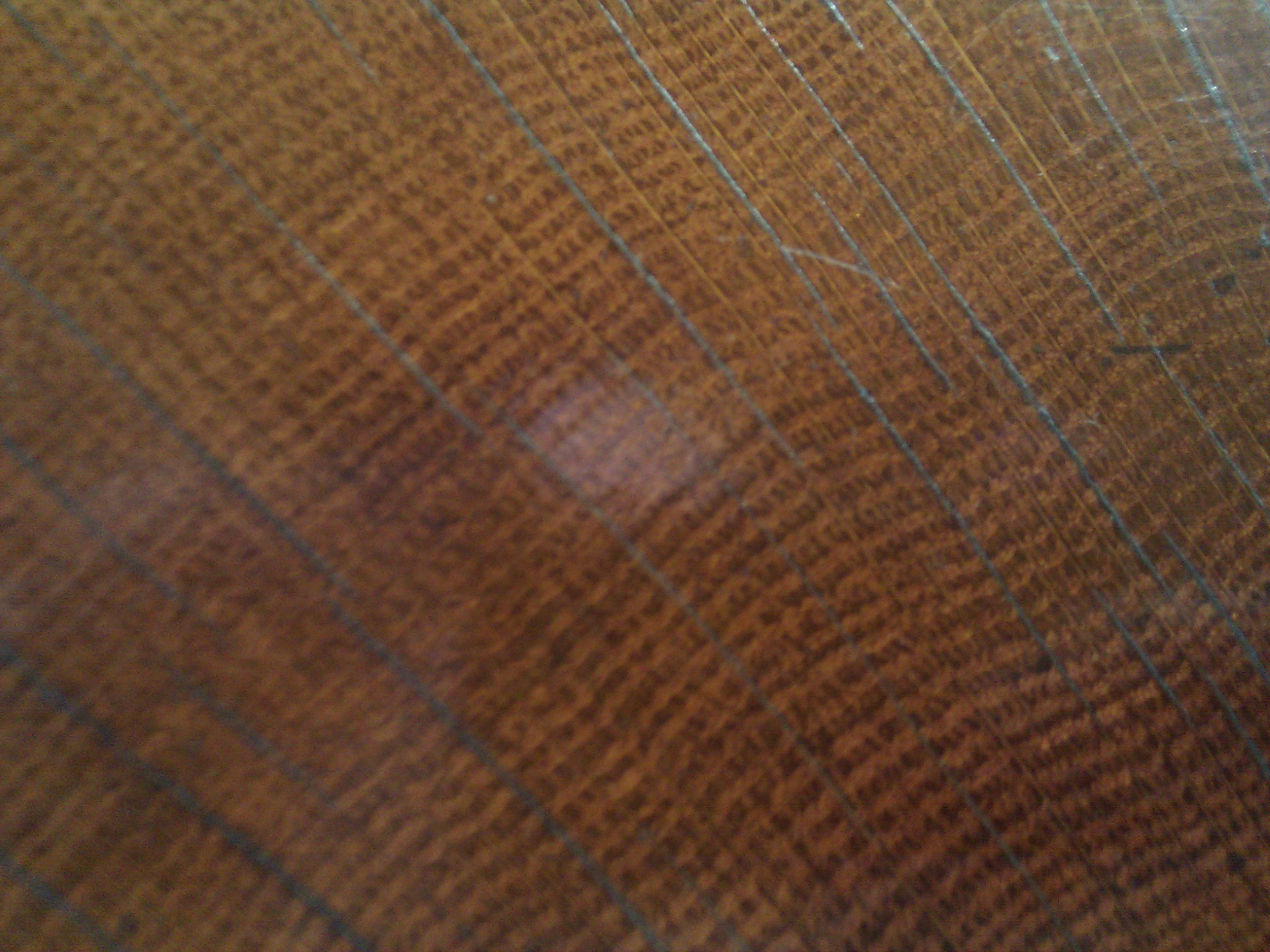
Anillos de crecimiento del roble de Mingo

El roble de Mingo era el ejemplar más grande de estos robles blancos gigantes que salpicaban los bosques antiguos de Virginia Occidental antes de la colonización. Se determinó que el árbol era el roble blanco vivo más grande de Estados Unidos, y del mundo, tras un estudio de los robles blancos de todo el país. La competencia más cercana del roble de Mingo era un árbol que se identificó en Stony Brook, en Long Island, con una circunferencia mayor, pero una altura menor de 86 pies (26 m).
Junto con sus ramas más altas, el árbol alcanzaba una altura de más de 61 m, y su tronco (o bole) se elevaba hasta una altura de 44 m, donde el tronco se bifurcaba en ramas que se extendían en todas direcciones. Su copa medía 40 m de diámetro y 18 m de altura. El tronco del árbol medía 9 pies y 10 pulgadas (3,00 m) de diámetro. La circunferencia del árbol medía 30 pies y 9 pulgadas (9,37 m) en la base y 19 pies y 9 pulgadas (6,02 m) a 4,5 pies (1,4 m) del suelo. Como el bosque virgen que lo rodeaba había sido talado, el árbol sobresalía por encima del bosque secundario circundante.
Una primera estimación de los madereros en 1931 afirmaba que si el árbol se talara para obtener madera, produciría entre 11.000 m y 12.000 m de tablón, con un valor de 1.400 dólares. En febrero de 1932, Perkins Coville, del Departamento de Silvicultura del Servicio Forestal de Estados Unidos, estimó que el volumen del árbol contenía 6.100 m de tablón. En 1938, los ingenieros de la Island Creek Coal Company estimaron que el tronco del árbol contenía 4.600 m de madera. Tras la tala del árbol en 1938, se estimó que pesaba aproximadamente 5.500 t.
Varias estimaciones sitúan la siembra del árbol en algún momento entre 1354 y 1361 d. C. Utilizando sondeos del árbol, El Instituto Smithsoniano determinó que el roble de Mingo era el árbol más antiguo de su especie. En septiembre de 1932, el guarda forestal del estado de Virginia Occidental D. B. Griffin y Emmett Keadle, presidente de la Asociación Protectora de Caza y Pesca del condado de Mingo, en Williamson, utilizaron una barrena de incremento para estimar que el árbol había comenzado su crecimiento alrededor de 1356, con un margen de error de 25 o 30 años. Los planos y las muestras de las barrenas se entregaron al Museo Estatal de Virginia Occidental en Charleston y al Instituto Smithsoniano en Washington D. C.

## Intentos de conservación
La propiedad de los terrenos madereros alrededor del árbol fue adquirida finalmente por el Cole and Crane Real Estate Trust, que arrendó los derechos de explotación maderera a la North East Lumber Company. Según el contrato de arrendamiento, la North East Lumber Company sólo pagaba por la madera que talaba del terreno. La empresa consideró que el roble de Mingo era demasiado grande para talarlo y estimó que su tala era demasiado costosa. La Cole and Crane Real Estate Trust también arrendó el terreno donde se encontraba el árbol a la Island Creek Coal Company para su explotación minera.
Los terrenos alrededor del árbol continuaron urbanizándose. Se construyó una autopista que conectaba Logan con Williamson, paralela a la bifurcación Trace del arroyo Pigeon, frente al roble de Mingo. Aunque el árbol era conocido desde hacía mucho tiempo por su tamaño, el carácter único del roble Mingo no se reconoció hasta 1931, cuando John Keadle y Leonard Bradshaw de Williamson tomaron medidas del árbol y descubrieron que era el roble blanco vivo más grande del mundo. Tras este descubrimiento por parte de los dos hombres, Cole and Crane Real Estate Trust y la Island Creek Coal Company acordaron realizar una escritura conjunta de traspaso de la propiedad al estado de Virginia Occidental. A finales de 1931, Emmett Keadle, de la West Virginia Oil and Grease Company, escribió una carta al gobernador William G. Conley informándole de la importancia del árbol y de la voluntad de las empresas de arrendar los terrenos al estado. El gobernador Conley respondió a Keadle y sugirió a las empresas que cedieran la propiedad a la Comisión de Caza, Pesca y Silvicultura de Virginia Occidental.
La Island Creek Coal Company, la North East Lumber Company y la Cole and Crane Real Estate Trust arrendaron a la comisión 0,61 ha (1,5 acres) que rodeaban el árbol para que lo gestionara como parque estatal durante toda la vida del árbol. La comisión eliminó la vegetación de las inmediaciones del árbol, construyó una valla alrededor de la parcela y construyó un puente que cruzaba el Trace Fork del Pigeon Creek para que los automovilistas pudieran acceder al parque desde la autopista. El estado construyó hornos de cocina, mesas de pícnic y bancos a lo largo de la ladera sur del árbol. Además, debido a su enorme tamaño y avanzada edad, el roble de Mingo adquirió un significado espiritual e inspirador. Se convirtió en un lugar de culto y se construyeron un púlpito y bancos bajo sus ramas. Durante los meses de verano, los predicadores daban sermones al aire libre junto al árbol. También se atribuyó al roble de Mingo el mérito de concienciar sobre la conservación.
El roble de Mingo se convirtió en una atracción popular para los visitantes. Las conferencias, como la conferencia anual de la Asociación de Padres y Profesores de Virginia Occidental en 1933, incluían visitas al árbol como parte de sus itinerarios.

## Muerte
En el verano de 1937, el roble de Mingo apenas brotaron hojas en sólo un par de sus ramas. En febrero de 1938, el biólogo Earl M. Vanscoy escribió en Castanea que el árbol estaba «casi muerto» debido a la liberación de gases venenosos y humos de azufre procedentes de un vertedero de carbón de la Island Creek Coal Company, que había estado quemando cerca, en Trace Gap.  En la primavera de 1938, el árbol no produjo ninguna hoja. Los robles blancos florecen en primavera aproximadamente al mismo tiempo que se forman sus hojas, entre finales de marzo y finales de mayo. El 4 de mayo de 1938, el guardabosques del estado de Virginia Occidental, D. B. Griffin, anunció que el roble de Mingo estaba muerto. Griffin también señaló que un hongo que sólo vivía en árboles muertos o moribundos había estado presente en el árbol durante varios meses antes de su muerte.  La teoría predominante es que el árbol murió asfixiado por los humos de la pila de residuos de carbón en llamas; sin embargo, los medios de comunicación locales informaron inicialmente de que el árbol había muerto a causa de un hongo.

## Tala

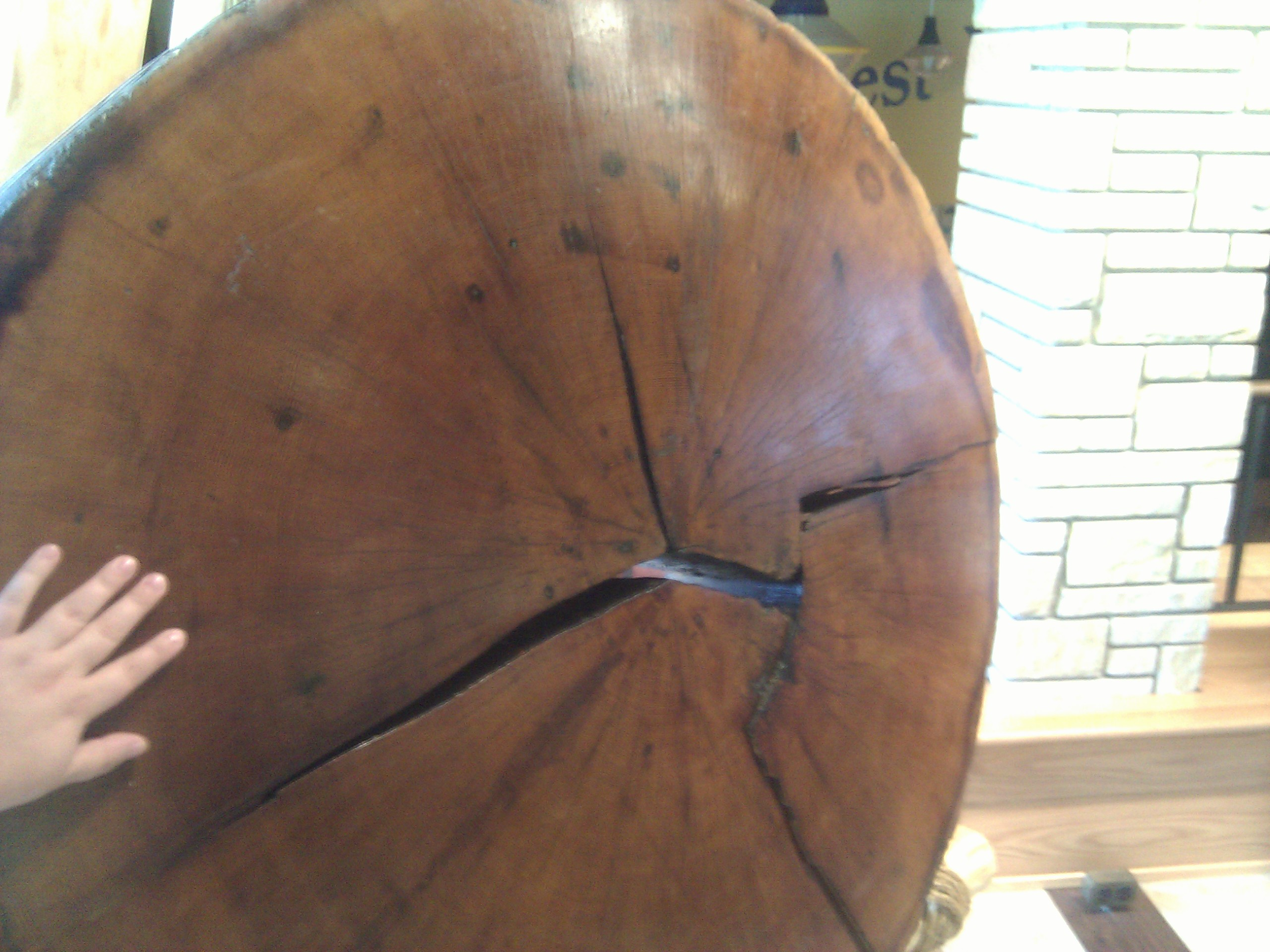
Sección transversal del tronco del roble de Mingo expuesto en la Universidad de Virginia Occidental

Para preparar la tala del árbol, en la tarde del 22 de septiembre se realizaron algunos cortes preliminares en la parte norte del árbol. Este trabajo se realizó para manipular el curso de la caída del árbol y estimar el tiempo que llevaría cortar el resto del tronco. Después de haber trabajado con una sierra aproximadamente 0,61 m (2 pies) en el tronco, se descubrió que el árbol estaba descompuesto y abierto en su centro. Los madereros recortaron el corte inicial del árbol, y los trabajos posteriores para derribarlo se aplazaron hasta la mañana siguiente.
El árbol fue talado el 23 de septiembre durante una ceremonia a la que asistieron entre 2.500 y 3.000 personas. Entre los asistentes se encontraban el guardabosques estatal D. B. Griffin, el presidente de la Island Creek Coal Company, E. P. Rice, y representantes de otras empresas que habían sido propietarias y arrendatarias de los terrenos donde se encontraba el árbol. Además de las cámaras normales que fotografiaron el acto, se llevaron dos cámaras de cine para captar la tala y los acontecimientos relacionados con ella. También había agentes uniformados de la Comisión de Caza, Pesca y Silvicultura de Virginia Occidental, ayudantes del sheriff del condado de Mingo y otras fuerzas del orden para garantizar la seguridad y dirigir el tráfico.
Para facilitar la tala y el derribo del árbol se trajo a dos leñadores: Paul Criss, de Charleston, y Ed Meek, de Indianápolis.Criss trajo consigo un equipo de leñadores y aserradores en representación de la Kelly Ax and Tool Works Company. Criss era portavoz de relaciones públicas de la Kelly Ax and Tool Works Company. Meek llegó con su propio equipo de la E. C. Atkins and Company, fabricante de sierras. Griffin también contó con la ayuda de un equipo de guardabosques. Un campamento cercano del Cuerpo Civil de Conservación también proporcionó un equipo para ayudar en la tala y el desmembramiento del árbol. D. C. Atkins and Company también aportó una sierra de 9 pies (2,7 m). La mayoría de las sierras de corte transversal disponibles medían 1,8 m de longitud, lo que las hacía ineficaces para cortar el ancho tronco del árbol, que medía más de 1,8 m de diámetro a 0,91 m del suelo.
Antes de cortar el árbol, Criss afeitó la cara de Meek con su hacha. Enjabonó la cara y el cuello de Meek y movió la hoja de su hacha sobre las cerdas de Meek, sacándole sangre en la línea de la barbilla. Criss comentó: «Ése es el problema de tener muchos oficiales cerca. He afeitado a mil hombres con ese hacha y es la primera vez que saco sangre. Estos oficiales me ponen un poco nervioso".
A las 9:00, cientos de personas habían llegado para observar el derribo del árbol. A las 10:00 empezó el corte final. Criss decidió derribar el árbol ladera abajo sobre una repisa, que se estrechaba entre los dos barrancos que desembocaban en Trace Fork. Aunque se estimó que la repisa no era lo bastante larga para que el árbol cayera sobre ella, todos los participantes convinieron en que, dada la naturaleza podrida de la sección superior del árbol, éste se fracturaría a pesar de la orientación de su caída. Antes de seguir cortando el árbol, Criss aseguró a los equipos: «Puedo ponerla donde quieran, caballeros. Pongan un billete de 10 dólares donde quieran y les garantizo que el tronco lo cubrirá".
La tala del árbol comenzó cuando la sierra de 9 pies (2,7 m), manejada por seis hombres, se colocó a lo largo del tronco. La sierra penetró en el tronco y se despejó la zona adyacente de espectadores. Los espectadores fueron reubicados en la ladera de la colina hacia el sur y al otro lado del barranco, en un terreno que previamente había sido despejado por el campamento del Cuerpo Civil de Conservación (Civilian Conservation Corps). Los hombres movieron la sierra hacia delante y hacia atrás, mientras los leñadores ensanchaban la cuña abierta. Al cabo de unos 30 minutos, Criss gritó: «Hemos terminado, chicos». Los hombres retiraron la sierra y los leñadores siguieron cortando la cuña abierta. El árbol emitió un sonido crepitante, sus extremidades superiores se hundieron y el roble Mingo se estrelló contra el lugar designado para la tala. Aunque se había previsto que el árbol estuviera derribado a las 10:30, esto no ocurrió hasta las 11:00. Para ayudar en la segmentación del árbol derrumbado, se celebraron competiciones de corte de madera y aserrado de troncos. El fabricante de sierras D. C. Atkins and Company proporcionó sierras para los competidores.
Debido a la avanzada descomposición del árbol en el centro de su base, se consideró que los 7,3 m (24 pies) más bajos del tronco carecían de valor; sin embargo, se recuperaron 20 m (66 pies) del tronco en una pieza entera. Otro corte produjo un tronco de 12 m de longitud, con un diámetro medio de 140 cm. La Island Creek Coal Company envió el tronco de 20 m (66 pies) a la planta de la Meadow River Lumber Company en Rainelle, que tenía la sierra de corte más grande del este de Estados Unidos. De este tronco se cortaron transecciones, y otras divisiones del mismo produjeron madera de construcción, tableros de mesa y artículos novedosos. Varios segmentos del árbol se cortaron y se entregaron al Museo Estatal de Virginia Occidental y al Instituto Smithsoniano.

## Legado
El roble de Mingo era el roble blanco vivo más grande; y, con la excepción de los arándanos de caja del estado (Gaylussacia brachycera), era el espécimen de flora vivo más antiguo de Virginia Occidental. Se hacía referencia al árbol como el «poderoso monarca de las montañas».  El biólogo Earl M. Vanscoy dijo que el árbol era «quizás el árbol más notable de Virginia Occidental»; y Colby B. Rucker de la Native Tree Society se refirió al roble de Mingo como un «gigante forestal excepcional».
Según los términos del contrato de arrendamiento de la Comisión de Caza, Pesca y Silvicultura de Virginia Occidental con Cole and Crane Real Estate Trust, North East Lumber Company e Island Creek Coal Company, el arrendamiento del terreno alrededor del antiguo árbol revirtió a Island Creek Coal Company tras la muerte y tala del árbol.
En 1940, un club de talladores presentó un mazo hecho con un trozo de roble de Mingo al juez federal Harry E. Atkins en Huntington. Varios de los talladores del club habían actuado como miembros del jurado durante los procedimientos judiciales de Atkins, y presentaron el mazo como muestra de su agradecimiento.
La División de Cultura e Historia de Virginia Occidental instaló un marcador histórico como parte del Programa de Marcadores Históricos de Carreteras de Virginia Occidental cerca del emplazamiento del roble de Mingo; desde entonces ha desaparecido: